# Meyerius agrostidis
Meyerius agrostidis är en spindeldjursart som först beskrevs av van der Merwe 1968.  Meyerius agrostidis ingår i släktet Meyerius och familjen Phytoseiidae. Inga underarter finns listade i Catalogue of Life.